# ۴۲ زرافه
۴۲ زرافه یک ستاره است که در صورت فلکی زرافه قرار دارد.